# Saker man ser
Saker man ser släpptes i januari 1998 och är singel nummer två från Kents tredje studioalbum Isola. Den finns i både maxi- och 2-spårsversion.

## Låtförteckning

### Singel
1. Saker man ser (3:54)
2. Glider (4:04)

### Maxisingel
1. Saker man ser (3:54)
2. December (3:46)
3. Längesen vi sågs (4:29)

## Låtinformation
Alla låtar på singeln är skrivna av Joakim Berg.
Saker man ser och Längesen vi sågs spelades in i Galaxy studios i Belgien, Ljudhavet studio i Stockholm och Europa studio 2. De producerades och mixades av Zed. December spelades in, producerades och mixades av Martin von Schmalensee och kent i City recording i Stockholm.
Singeln låg på Top 60 Singel Hitlistan i fyra veckor och kom som bäst på plats 22.
Melodin testades på Svensktoppen den 28 februari 1998, men misslyckades med att ta sig in på listan. Det var första gången någon av Kents låtar överhuvudtagit testades på Svensktoppen .
December och Längesen vi sågs finns även med på B-sidesamlingen B-sidor 95-00 från år 2000.

## Listplaceringar
| Lista (1998) | Topplacering |
| ------------ | ------------ |
| Sverige      | 22           |